# チーズ一家
チーズ一家（ちーずいっか）は、たみやともか作による絵本作品シリーズ。

## 書誌情報
- チーズ一家　きいろい しあわせ。(2003年12月1日、小学館）ISBN 4-09-727586-0[1]
- チーズ一家　とろける まいにち。(2005年9月1日、小学館）ISBN 4-09-727587-9[2]

　全国学校図書館協議会選定図書
- チーズ一家　まろやかな おもいで。(2019年2月4日、小学館）ISBN 978-4-09-726813-0[3]